# Microsoft Loop
Microsoft Loop ist eine Plattform für Online-Collaboration, die von Microsoft entwickelt wird. Sie ist kostenlos mit einem Microsoft-Konto nutzbar.
Laut The Verge bietet Loop „Blöcke von kollaborativem Text oder Inhalt, die unabhängig voneinander existieren und frei kopiert, eingefügt und geteilt werden können“. Es unterstützt maximal 50 Nutzer, die gleichzeitig einen Arbeitsbereich bearbeiten. Ähnlich wie Notion enthält es Arbeitsbereiche und Seiten, in die man Aufgaben, Projekte und Dokumente importieren und organisieren kann. Der Unterschied liegt jedoch in den gemeinsam nutzbaren Komponenten, mit denen sich jede Seite in einen Echtzeit-Inhaltsblock verwandeln lässt, der in Microsoft Teams, Outlook, Word im Web, Whiteboard und die Nutzung von Microsoft KI Copilot eingefügt werden kann.

## Elemente
Loop besteht aus folgenden Hauptelementen:
- Arbeitsbereiche vereinen Projektinformationen sowie Daten aus eingebundenen Apps und ermöglichen Kommunikation und Kooperation.
- Seiten ermöglichen, ähnlich wie eine Leinwand, die Visualisierung von Daten. Ihre Gestaltung kann durch Vorlagen vereinfacht werden.
- Komponenten sind Elemente, die auf Seiten platziert werden können und deren Inhalte synchronisiert werden.

## Geschichte
Microsoft Loop wurde erstmals offiziell am 2. November 2021 auf der Ignite-Konferenz als Ergänzung zur Microsoft 365 Suite angekündigt und ist seit März 2023 als eigenständige App verfügbar.